# Ronde van Vlaanderen 1966
De 50ste editie van de Ronde van Vlaanderen werd verreden op 9 april 1966 over een afstand van 243 km van Gent naar Gentbrugge. De gemiddelde uursnelheid van de winnaar was 41,303 km/h. Van de 151 vertrekkers bereikten er 60 de aankomst.

## Koersverloop
Door een valpartij in het midden van de koers werden een aantal favorieten zoals Walter Godefroot en Eddy Merckx uitgeschakeld. Uiteindelijk ontsnapte een groep van 14 renners op de Muur van Geraardsbergen. Ward Sels was de snelste van de groep aan de aankomstlijn.

## Hellingen
| - Kluisberg - Kruisberg | - Edelareberg - Valkenberg | - Kasteelstraat - Kloosterstraat |

## Uitslag
| Rang | Renner               | Land   | Ploeg        | Tijd     |
| ---- | -------------------- | ------ | ------------ | -------- |
| 1    | Ward Sels            | België | Solo-Superia | 5h53'00" |
| 2    | Adriano Durante      | Italië | Salvarani    | z.t.     |
| 3    | Georges Vandenberghe | België | Romeo-Smiths | z.t.     |
| 4    | Guido Reybrouck      | België | Romeo-Smiths | z.t.     |
| 5    | Willy Planckaert     | België | Romeo-Smiths | z.t.     |
| 6    | Gianni Motta         | Italië | Molteni      | z.t.     |
| 7    | Willy Bocklant       | België | Mann-Grundig | z.t.     |
| 8    | Jan Nolmans          | België | Mann-Grundig | z.t.     |
| 9    | Vittorio Adorni      | Italië | Salvarani    | z.t.     |
| 10   | Felice Gimondi       | Italië | Salvarani    | z.t.     |

1913 · 
1914 · 
1915 · 
1916 · 
1917 · 
1918 · 
1919 · 
1920 · 
1921 · 
1922 · 
1923 · 
1924 · 
1925 · 
1926 · 
1927 · 
1928 · 
1929 · 
1930 · 
1931 · 
1932 · 
1933 · 
1934 · 
1935 · 
1936 · 
1937 · 
1938 · 
1939 · 
1940 · 
1941 · 
1942 · 
1943 · 
1944 · 
1945 · 
1946 · 
1947 · 
1948 · 
1949 · 
1950 · 
1951 · 
1952 · 
1953 · 
1954 · 
1955 · 
1956 · 
1957 · 
1958 · 
1959 · 
1960 · 
1961 · 
1962 · 
1963 · 
1964 · 
1965 · 
1966 · 
1967 · 
1968 · 
1969 · 
1970 · 
1971 · 
1972 · 
1973 · 
1974 · 
1975 · 
1976 · 
1977 · 
1978 · 
1979 · 
1980 · 
1981 · 
1982 · 
1983 · 
1984 · 
1985 · 
1986 · 
1987 · 
1988 · 
1989 · 
1990 · 
1991 · 
1992 · 
1993 · 
1994 · 
1995 · 
1996 · 
1997 · 
1998 · 
1999 · 
2000 · 
2001 · 
2002 · 
2003 · 
2004 · 
2005 · 
2006 · 
2007 · 
2008 · 
2009 · 
2010 · 
2011 · 
2012 · 
2013 · 
2014 · 
2015 · 
2016 · 
2017 · 
2018 · 
2019 · 
2020 · 
2021 · 
2022 · 
2023 · 
2024
Lijst van beklimmingen